# Гинтаре Скайсте
Гинтаре Скайсте (на литовски: Gintarė Skaistė) е литовска политичка и икономистка от „Съюз за Отечеството – Литовски християнски демократи“. Била е член на градския съвет на Каунас (2007 – 2016) и депутатка в Сейма на Литва (2016 – 2020). От 2020 г. е министър на финансите на Литва в правителството на Ингрида Шимоните. Тя е член на Литовския съюз на стрелците и почетен член на Литовската общност на Атлантическия договор.

## Биография
Родена е на 4 август 1981 г. в град Каунас, Литовска ССР, СССР. През 2010 г. завършва бакалавърска степен по икономика в Каунаския технологичен университет. През 2011 г. получава магистърска степен по икономика от университета „Михал Рьомер“ във Вилнюс, а през 2016 г. получава титлата „доктор по социални науки“.
Тя се омъжва за Аудриус Скайстис, от когото има две деца.

## Политическа дейност
През 2005 г. става член на партия „Съюз за Отечеството“. От 2007 до 2016 г. е член на градския съвет на Каунас. На парламентарните избори в Литва през 2016 г. е избрана за депутат в Сейма на Литва, на парламентарните избори през 2020 г. е преизбрана от избирателен район Панямуне.
На 11 декември 2020 г. е назначена за министър на финансите на Литва в правителството на Ингрида Шимоните. Става член на управителния съвет на Европейския механизъм за стабилност.
През 2021 г. списание „Банкер“ определя Гинтаре Скайсте за „Министър на финансите на годината“.